# Захарків (місцевість)

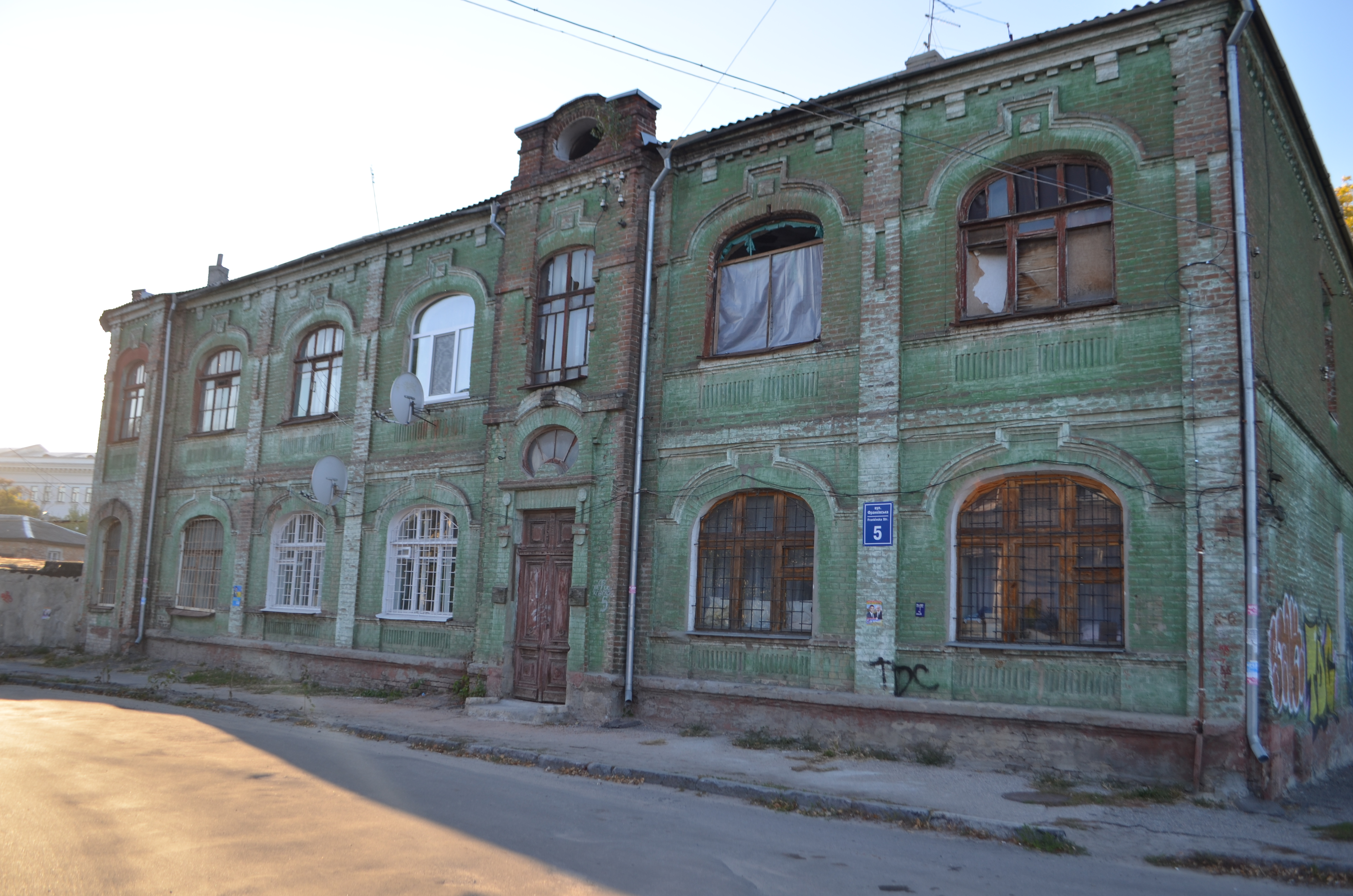
Житловий будинок на Франківській вулиці

Захарків (Захарківська слобода) — історичний район Харкова, розташований за Харківським мостом, на лівому березі річки Харків. 
Сюди належать вулиці — Вознесенська, Юлія Чигирина, Примерівська, Франківська, провулки  — Поштовий та Фейєрбаха, і майдан Оборонний Вал.